# Proyecto Haquira
Haquira es un proyecto minero de cobre ubicado en el departamento de Apurímac, en el centro de Perú.
La mina contendría más de 2,4 millones de toneladas de cobre, cuya inversión se estima en unos US$ 2.800 millones.